# Stay (chanson de Pink Floyd)
Pour les articles homonymes, voir Stay.
Singles de Pink Floyd
One of These Days / Fearless
(1971) Money / Any Colour You Like
(1973)
Pistes de Obscured by Clouds
Free Four
(8) Absolutely Curtains
(10)
Stay est une chanson de Pink Floyd, composée par Rick Wright et Roger Waters  figurant sur l'album Obscured by Clouds, créée et enregistrée au château d'Hérouville à côté de Pontoise en France en 1972. C'est la neuvième pièce de l'album. 
C'est une chanson sur un rythme tranquille avec des paroles lyriques chantées par Rick Wright. Les paroles racontent l’histoire d’un homme qui n’arrive pas à se souvenir du nom de la femme à côté de lui au réveil.
Stay est également sortie en single en face B de Free Four.

## Crédits
- Richard Wright - piano acoustique Yamaha, chant
- David Gilmour - guitare électrique, guitare pedal steal
- Roger Waters – basse
- Nick Mason – batterie

## Liens
- Site officiel de Pink Floyd
- Site officiel de Roger Waters
- Site officiel de David Gilmour